# Trecena
En trecena är en 13-dagarsperiod som används i förcolumbianska mesoamerikanska kalendrar. I 260-dagarskalendern delas perioden upp i 20 trecenas, numrerade från 1 till 13. De har dock inte fasta dagnamn som våra veckodagar, utan tar namn från 20-dagarsgruppen efter ett rullande schema, där andra trecenans första dag får dagnamn efter nummer 14 i 20-dagarsgruppen o.s.v.
Trecena kommer från de spanska krönikörerna och kan översättas till "en grupp om tretton", på samma sätt som ett dussin på spanska heter docena och avser antalet tolv. Det är förknippat med aztekernas tonalpohualli, och har olika namn i Maya-, Zapotek-, Mixtek-, och andra kalendrar i regionen.
Många överlevande mesoamerikanska codexar, såsom Codex Borbonicus är divinationskalendrar, baserade på "260-dagarsåret", där varje sida representerar en trecena.